# Membranipora conjunctiva
Membranipora conjunctiva är en mossdjursart som beskrevs av Zhang och Liu 1995. Membranipora conjunctiva ingår i släktet Membranipora och familjen Membraniporidae. Inga underarter finns listade i Catalogue of Life.